# Olias of Sunhillow
Olias of Sunhillow est le premier album solo de Jon Anderson, chanteur du groupe Yes, sorti sur le label Atlantic Records en 1976. Anderson en est le seul musicien. Il joue entre autres des claviers, de la guitare, du sitar, des percussions et de la flûte.

## Historique
Une fois la tournée Relayer de 1975 terminée, les membres de Yes se consacrèrent à l’enregistrement d’albums solos : Beginnings de Steve Howe et Fish Out Of Water de Chris Squire sortirent en novembre 1975, suivis en 1976 par Ramshackled d’Alan White, The story of I de Patrick Moraz et enfin Olias Of Sunhillow de Jon Anderson. La chanson Ocean song de l'album a été jouée durant la tournée Solo Tour de Yes en 1976.
Anderson, inspiré par les mondes fantastiques de Roger Dean et plus particulièrement par la pochette illustrant l'album de 1972 Fragile, a écrit une œuvre en phase avec l’univers de science-fiction qui baigne ses textes. Anderson y raconte dans son style abstrait et poétique la création par l’architecte Olias d’un « vaisseau des étoiles », une sorte d’Arche de Noé destinée à l’exode du peuple de la planète Sunhillow. Le chanteur a choisi de jouer lui-même tous les instruments. Vangelis ayant été contacté par Yes dans l'éventualité de remplacer Rick Wakeman après son départ à la suite de la tournée Tales from Topographic Oceans, des spéculations voulaient qu'il ait joué les claviers sur l'album d'Anderson, mais les deux ont toujours nié. 
La pochette d'inspiration Art nouveau a été réalisée par l'artiste David Fairbrother Roe, à qui l'on doit aussi la pochette de Hair of the Dog de Nazareth ainsi que les couvertures des romans de la série Dragonflight de l'auteure Anne McCaffrey.

## Titres
1. Ocean song
2. Meeting (Garden of Geda)/Sound Out the Galleon
3. Dance of Ranyart/Olias (To Build the Moorglade)
4. Qoquaq Ën Transic/Naon/Transic Tö
5. Flight of the Moorglade
6. Solid Space
7. Moon Ra/Chords/Song of Search
8. To the Runner

## Instrumentation
D'après les notes du livret de la version remixée de 2021 :
Musique
- Jon Anderson
  - chant, chœurs ;
  - claviers : Minimoog, Korg Mk 1 & 2, orgue Farfisa, piano électrique Rhodes 66, Mellotron, orgue d'église à Beaconsfield, piano Baby Grand Piano Baldwin piano acoustique, Freeman string symphonizer ;
  - guitares acoustiques Martin et Gibson, électrique Gibson Melody Maker (en), basse Höfner 500/1, Gibson mandoloncelle, sitar, tampuri, bouzouki, saz ;
  - percussions : batterie Ludwig wood-block, tambourin, triangle, cymbale sur mesure, cymbales et gongs assortis, marimba, glockenspiel, xylophone jouet, cloches, cloches chinoises, sonnaille, cloches tibétaines, tambours, grand  tambour, caisse claire, tambour à fente, tambours Navajo, tambours à peaux africains, tabla ;
  - autres instruments : harpe celtique, marimba, assortiment de flûtes africaines en bois, tambours, grand tambour de fanfare, caisse claire de fanfare, tambours longs des Caraïbes, tambours Navajo assortis, tambours à peau africains, tabla

## Production
- Jon Anderson : production ;
- Mike Dunne : ingénieur du son ;
- Brian Gaylor : électronique ;
- John Martin : coordination, équipement ;
- Brian East : mastering ;
- David Fairbrother Roe : illustrations pochette et livret ;
- Hipgnosis : direction artistique.